# Eugen Polanski
Eugen Polanski (Sosnowiec, 17 de marzo de 1986) es un exfutbolista y entrenador polaco que jugaba de centrocampista. Desde la temporada 2022-23 dirige al Borussia Mönchengladbach II de la Regionalliga West.

## Infancia
Bajo el nombre de „Bogusław Eugeniuz Polański“ tenía 17 de Nacido marzo de 1986, la Alta Silesia ciudad de Sosnowiec. En 1988 la familia emigró desde Polonia y emigró de repatriados en el Viersen o Mönchengladbach.

## Biografía
Polanski comenzando su carrera en el Concordia Viesen, del que pasó al Borussia Mönchengladbach alemán, donde ha desarrollado la mayor parte de su carrera. 
Y es que, como otros destacados jugadores de renombre nacidos en Polonia,  Polanski tiene nacionalidad alemana y, de hecho ha sido internacional y capitán con la selección sub-21, y es una de las grandes promesas para la subcampeona de Europa. Tras comenzar su carrera de central, se convirtió en un mediocentro defensivo. Durante la temporada 2008-09 fue jugador del Getafe, bajo las órdenes de Víctor Muñoz, al que más tarde sustituyó Míchel González. A final de temporada fichó por el Maguncia 05, en calidad de cedido, tras solicitar volver a Alemania por motivos familiares.

## Clubes

### Como jugador
| Club                        | País     | Año       |
| --------------------------- | -------- | --------- |
| Borussia Mönchengladbach II | Alemania | 2004-2005 |
| Borussia Mönchengladbach    | Alemania | 2005-2008 |
| Getafe C. F.                | España   | 2008-2009 |
| 1. FSV Maguncia 05          | Alemania | 2009-2013 |
| TSG 1899 Hoffenheim         | Alemania | 2013-2018 |

### Como entrenador
| Club                        | País     | Año   |
| --------------------------- | -------- | ----- |
| Borussia Mönchengladbach II | Alemania | 2022- |